# Ender's Game (film)
Ender's Game is een Amerikaanse actie/sciencefictionfilm uit 2013, gebaseerd op de boekenreeks Ender van Orson Scott Card. De film is geregisseerd door Gavin Hood, met in de hoofdrollen onder andere Asa Butterfield, Hailee Steinfeld en Harrison Ford. De film draait om een uiterst begaafde jongen die naar een militair trainingskamp in de ruimte wordt gestuurd om de soldaten van de toekomst voor te bereiden op een buitenaardse invasie.
De film kwam in België op 6 november 2013 en in Nederland op 23 januari 2014 uit.

## Verhaal
Nadat een buitenaards ras, de Formics (beter bekend als de "Buggers", of in de Nederlandse vertaling als de "Kruiperds") de aarde had aangevallen, begon de International Fleet met het voorbereiden voor de volgende invasie door het gebruik van de meeste begaafde kinderen op aarde die naar een trainingskamp worden gestuurd om zich voor te bereiden ooit de International Fleet te leiden en om in de schoenen te treden van de legendarische Mazer Rackham. Andrew 'Ender' Wiggin (Asa Butterfield), een van deze kinderen, verlegen maar zeer strategisch aangelegd, wordt naar de Battle School van de IF gestuurd om daar te trainen. Daar leert hij al snel hoe het spel, dat plaatsvindt in de Battle Room, wordt gespeeld. In een korte tijd heeft hij het onder de knie en kan hij moeiteloos elk team verslaan hoewel de leiders van de Battle School er alles aan doen om het zo moeilijk mogelijk te maken voor Ender en zijn "Army"-genoten. Niet veel later wordt Ender, op bevel van Colonel Graff (Harrison Ford), overgeplaatst naar de Command School, waar hij persoonlijk getraind wordt door Mazer Rackham (Ben Kingsley) om zich daar klaar te stomen voor de strijd en het lot van de aarde en heel de mens in zijn handen te leggen. De schoolleiding laat de leerlingen als eindexamen zogenaamd een simulatie spelen van een aanval op de vijand, maar laten hen in werkelijk daadwerkelijk oorlog voeren (op zodanig veilige afstand dat ze het verschil niet merken). Ze doen dit omdat de leerlingen anders misschien te terughoudend zouden zijn in hun aanvallen. Ze krijgen het achteraf te horen. Vooral Ender, die de leiding heeft over de andere leerlingen, is ontzet hierover.

## Rolverdeling
- Asa Butterfield als Andrew 'Ender' Wiggin.
- Abigail Breslin als Valentine Wiggin, Enders oudere zus.
- Jimmy Pinchak als Peter Wiggin, Enders oudere broer.
- Stevie Ray Dallimore als John Paul Wiggin, Enders vader.
- Andrea Powell als Therase Wiggin, Enders moeder.
- Caleb J. Thaggard als Stilson, een van Enders medestudenten op aarde en pestkop.
- Harrison Ford als Colonel Graff, leider/directeur van de Battle School.
- Viola Davis als Major Anderson
- Ben Kingsley als Mazer Rackham
- Nonso Anozie als Sergeant Dap, leraar aan de Battle School en begeleider van de "launchies" (nieuwe recruiten).
- Suraj Parthasarathy als Alai, een van de recruiten van Ender's launch-groep en vriend.
- Connor Caroll als Bernard, een van de recruiten van Enders launch-groep en half "vijand".
- Moisés Arias als Bonzo, een van de Army-leiders, en "vijand" van Ender.
- Hailee Steinfeld als Petra Arkanian, lid van Bonzo's Army en later lid en leider van verschillende andere Armies. Petra gaf eveneens lessen aan Ender in de Battle Room. Oefende samen met Ender in de Command School.
- Khylin Rhambo als Dink, lid van verschillende Armies (doorheen het verhaal) en tevens leider (op een bepaald punt). "Vriend" van Ender en eveneens van Nederlandse afkomst. Oefende samen met Ender in de Command School.
- Aramis Knight als Bean, lid van Enders Army. Vriend van Ender, tevens van Nederlandse afkomst en oefende samen met Ender en nog enkele andere in de Command School.

## Productie

### Ontwikkeling
Orson Scott Card, schrijver van het boek Ender's Game (1985), was altijd beschermend over de filmrechten van zijn boek. In de loop der tijd werden verschillende pogingen ondernomen om de filmrechten te verkopen aan Hollywood, maar keer op keer haakte Card af wegens creatieve verschillen die een probleem werden. In 1996 kwam daar echter verandering in toen Card samen met anderen de filmstudio Fresco Pictures oprichtte en besloot zelf het scenario van de film te schrijven. In een interview van 1998 vertelde Card het volgende: "De eerste beslissing die ik nam, was om de plotlijn van Peter en Valentine en het Internet niet te volgen, omdat je dan gewoon zat te kijken naar mensen die dingen intypten op een computer. De tweede verandering is dat de informatie over de verrassing op het einde al bekend is vanaf het begin. In mijn script weet je wie Mazer Rackham echt is en weten we wat er op het spel staat wanneer Ender oefent in de simulator. Alleen weet Ender dat niet, dus daarom denk ik dat dat de spanning verhoogt voor het publiek omdat zij weten dat hetgeen wat Ender in de simulator doet het redden van de wereld is en dat alles van hem afhangt die niet begrijpt wat er echt gaande is. We geven dan meer om het feit of hij wint, en we zijn ongerust dat hij misschien helemaal niet wil winnen. Als we kijken naar de film zien we de volwassenen een poging wagen controle te krijgen over Ender, we hebben spijt voor hem, want we weten wat er allemaal met hem gebeurt, maar toch willen we dat de volwassenen succes hebben. Ik denk dat dit het een meer complexe en speciale film maakt dan dat dit alles een geheim zou blijven."
In 2003 bezorgt Card een script aan Warner Bros., op dat moment werden David Benioff en D.B. Weiss ingehuurd werden om een nieuw script te schrijven in samenwerking met de toen aangestelde regisseur Wolfgang Petersen. Vier jaar later schreef Card een nieuwe versie van het script, zonder invloed van vooraf geschreven versies, zelfs niet het zijne.
In 2009 kondigde Card aan dat hij een script had afgerond voor Odd Lot Entertainment, waarna ze begonnen met het samenstellen van een productieteam. In september 2010 werd aangekondigd dat Gavin Hood de regie onder zijn hoede zou nemen en dat hij tevens het scenario zou verzorgen (in samenwerking met Card). In november 2010 werd aangekondigd dat de film geschreven zou worden aan de hand van het originele boek Ender's Game en het boek Ender's Shadow (over Beans avonturen op de Battle School) dat parallel loopt met Ender's Game. Ze zouden de belangrijkste elementen van beide boeken verwerken tot een verhaal. Eind januari 2011 werd aangekondigd dat Roberto Orci en Alex Kurtzman waren aangesteld als producers, en die daarna al snel begonnen met het presenteren van het script aan mogelijke investeerders.
Eind april 2011 werd aangekondigd dat Summit Entertainment de distributie van de film ging verzorgen, in samenwerking met Digital Domain.
Bij het uitbrengen van de film in 2013 ontstond er controverse wegens de homofobie van Card, zoals hij deze bedrijft via zijn website (zie link*)

### Filmen
Het filmen begon op 27 februari 2012 in New Orleans. Vooraf aan het filmen werden enkele van de jonge acteurs op Space Camp gestuurd om aan te voelen hoe bepaalde situaties in Ender's Game aanvoelen. Zowel op militair vlak als simpelweg het leven in de ruimte.